# Paul Vrijdaghs
Paul Vrijdaghs (Sint-Truiden, 5 juli 1886 – Bad Godesberg, 9 februari 1965) was een Vlaams activist en lid van de Raad van Vlaanderen.

## Levensloop
In 1908 promoveerde Vrijdaghs tot doctor in de Germaanse filologie aan de Katholieke Universiteit Leuven. Hoewel stammend uit een katholiek Limburgs gezin, werd hij vrijzinnig. Hij werd leraar aan de koninklijke athenea in Brugge, Bergen, Gent, Chimay en Luik. Hij werd hevig anti-Waals.
Tijdens de Eerste Wereldoorlog trad hij toe tot het activisme en werd lid in 1917 van de Raad van Vlaanderen. Hij wilde in 1918 afgevaardigde voor Limburg worden in de Tweede Raad van Vlaanderen, maar de activisten uit die provincie vonden hem veel te radicaal om door hen gesteund te worden. Hij slaagde er toch in lid van de Tweede Raad te worden, dankzij de steun van de vrijzinnige activisten in het Leuvense. Hij was in 1917 benoemd tot inspecteur van het middelbaar onderwijs. In die functie zette hij zich in om het gebruik van het Nederlands in de scholen op te leggen.
Vrijdaghs legde tijdens de oorlog contacten met de Duitse bezetter en hielp deze om in Limburg een Duitsvriendelijk weekblad op de markt te brengen. Bij het verspreiden van zijn hevig anti-Belgische ideeën vond hij geen steun bij de Limburgse activisten en zelfs de bezetter dwarsboomde hem hierin.  
In november 1918 vluchtte hij naar Nederland en werd leraar in Drachten, later in Den Haag. Hij zocht er contact met leden van de Duitse ambassade en kwam er toe naar Berlijn en later naar Bonn uit te wijken, waar hij zich aan vertaalwerk en andere publicaties begaf. In 1927 werd hij tot Duitser genaturaliseerd. Zeker van toen af kon hij als een agent van de Duitse Sicherheidsdienst of Abwehr worden aanzien. Hij bemoeide zich met het versturen naar België van uiterst rechtse en weldra van nationaalsocialistische propaganda. Hij werkte ook mee aan het Antwerps Vlaams-nationalistisch en weldra nationaalsocialistisch halfmaandelijks blad Internacia (1930-1933), nadien De Aanval.
Eind van de jaren 1930 kreeg hij de ambitie om in de Oostkantons aan verkiezingen deel te nemen en als vertegenwoordiger van de Duitstaligen in het Belgisch parlement te geraken, met als uiteindelijk doel de Oostkantons weer bij Duitsland te voegen. Hij rekende op steun van Duitse zijde voor zijn kiescampagne, maar die kwam er niet. Hij voerde anderzijds actie tegen het verlenen van Duitse toelagen aan het Vlaamsch Nationaal Verbond, dat volgens hem te katholiek en niet genoeg anti-Belgisch was. Ook in Sint-Truiden bleef hij ageren, door via de Duitse geheime diensten contacten te leggen tussen Vlaamse nationalisten en Duitse revanchisten en door Duitse subsidies te verlenen aan Vlaamse nationaalsocialisten.
Tijdens de Tweede Wereldoorlog trad hij toe tot de SS, net zoals zijn broer Jozef Vrijdaghs, die oorlogsburgemeester van Sint-Truiden werd. In dienst bij de Duitse ambassade in Parijs, trad Paul Vrijdaghs op als tolk voor Otto Abetz in zijn contacten met de Franse Vichy-regering. Hij steunde tevens de in België actieve geledingen van de Vlaamse SS en van de DeVlag. Hij was redacteur van Fremdsprachenverlag, het weekblad bestemd voor de Vlaamse arbeiders in het Derde Rijk.
Hij leefde nog twintig jaar na 1945, maar er werd over hem niets meer vernomen.

## Publicaties
- (samen met H. Jansonius & F. Leviticus) Oostings handelswoordenboek in vier talen, Uitg. Van Goor, 1924 (5e druk, 1929).
- Deutsche Dichtung von Goethe bis heute, uitg. N.V. Joh. Ykema, 1928.
- (samen met Walter Ripman) Short stories by modern German authors, Uitg. Dent, 1930.
- (samen met Walter Ripman) Second German Reader, Uitg. Dent, 1931.
- (samen met Walter Ripman) German Ballads and narrative poems, compiled and annotated, Uitg. Dent, 1937.
- Door de uitgeverij Dent werden tijdens het interbellum talrijke Franse boeken (Molière, Beaumarchais, Alphonse Daudet enz.) uitgegeven, met annotaties door Vrijdaghs en Ripman.